# محمد سعیدی (سناتور)
محمد سعیدی (۱۲۸۰ تهران – ۱۲ اردیبهشت ۱۳۶۱ آمریکا) مترجم، نویسنده، روزنامه‌نگار، دولتمرد و سناتور دوره پهلوی بود
تحصیلات ابتدائی را در مدرسه ادب و متوسطه را در کالج آمریکایی و مدرسه سن لویی تهران به پایان رساند و به استخدام وزارت فوائد عامه درآمد. در این وزارت‌خانه و سپس وزارت راه که از دل آن بیرون آمد، تا معاونت و سرپرستی وزارت راه (در دوران نخست‌وزیری عبدالحسین هژیر در سال ۱۳۲۷) پیش رفت.
سعیدی پس از کودتای ۲۸ مرداد ۱۳۳۲ در دولت سپهبد زاهدی معاون نخست‌وزیر و مدیرکل انتشارات و تبلیغات شد. در سال ۱۳۴۲ به سناتوری تهران رسید و مجموعاً سه دوره چهارساله عضو مجلس سنا بود. در سال ۱۳۵۴ که به مجلس سنا راه نیافت، معاون جعفر شریف امامی در بنیاد پهلوی شد.
محمد سعیدی در کنار خدمات دولتی به روزنامه‌نگاری و ترجمه اشتغال داشت. نخستین مقاله‌هایش در روزنامه شفق سرخ چاپ شد. در مجله‌های آینده و مهر نیز قلم می‌زد. خودش هم سه سال مجله راه نو را انتشار داد و مدتی بر انتشار مجله ایران آباد نظارت داشت. او مترجمی پرکار بود و خود نیز تألیفاتی داشت.

## تألیفات
- امیر کبیر
- خاطرات سفر آمریکا

## آثار
- آخرین روز یک محکوم (ویکتور هوگو)
- اخلاق روحی (ساموئل اسمایلز)
- تاریخ جهان یا انسان در تکاپوی تمدن (اوین پالو)
- ایفی ژنی (گوته)
- بادبزن خانم و بندر مرسالومه
- اهمیت ارنست بودن (اسکار وایلد)
- تاریخ عرب (فیلیپ حتی)
- جنگ‌های ایران و روم (پروکوپیوس)
- چهار نمایشنامه الکترا، زنان تراخیس، فیلوکتتس و آژاکس (سوفوکل، ۱۳۳۵)
- خطابه ویکتور هوگو بر سر قبر ولتر
- خلیج فارس از قدیمی‌ترین ازمنه تا قرن بیستم میلادی (سرهنگ سرآرنولد ویلسون)
- راز آفرینش انسان (ا. گریسی موریس)
- زیر درختان زیرفون (آلفونس کار)
- سه نمایشنامه اودیپوس شاه، اودیپوس در کولولوس و آنتیگون (سوفوکل)
- فروید، شرح حال (اشتفن تسوایگ)
- کریستف کلمب (ساموئل الیوت وریس)
- لرد کرزن
- مقالات اجتماعی (آرتور بریزیان)
- هلن، هیپولیت، ارنست، ایون (اوریپید)
- سالومه، هلن و آثار دیگری از تری‌پید و افلاطون